# بحمدون الضيعة
بحمدون الضيعة هي قرية لبنانية من قرى قضاء عاليه في محافظة جبل لبنان.